# Neomilichia dentilineata
Neomilichia dentilineata là một loài bướm đêm trong họ Noctuidae.